# Das Unaufhörliche
Das Unaufhörliche ist ein Oratorium in drei Teilen für Soli, gemischten Chor, Knabenchor und Orchester von Paul Hindemith (Musik) und Gottfried Benn (Text). Die Uraufführung erfolgte am 21. November 1931 in Berlin bei der 2. Tagung für Rundfunkmusik durch den Philharmonischen Chor und das Philharmonische Orchester unter Otto Klemperer. Die Veröffentlichung erfolgte bei Schotts Söhne, Mainz, 1931; zeitgleich eine separate Textausgabe mit unbedeutenden textlichen Abweichungen. Benn selbst veröffentlichte eine gekürzte Fassung des lyrischen Textes erstmals in seinen Ausgewählten Gedichten von 1936, zugleich mit 2 nicht komponierten "Studien" ("Choräle"). Die gleiche Textauswahl erschien dann in Die Trunkene Flut (1949) und in Gesammelte Gedichte (1956).
Gottfried Benn schrieb zu diesem Oratorium eine Einleitung. Dort erläutert er: „Wir wissen von der Schöpfung nichts, als daß sie sich verwandelt –, und das Unaufhörliche soll ein Ausdruck für diesen weitesten Hintergrund des Lebens sein, sein elementares Prinzip der Umgestaltung und der rastlosen Erschütterung seiner Formen.“ Im Fortgang dieser Einleitung führt Benn aus, dass dieser Gedanke der sich ewig wandelnden Schöpfung von Heraklit herkommend über die Griechen sich in der deutschen Literatur schließlich in Goethes Faust und dann bei Nietzsches Also sprach Zarathustra finde. Benn versteht das Unaufhörliche nicht als religiöses oder philosophisches, sondern als „universelles Prinzip ..., das seit Anfang in der Menschheit lebt und das Beziehung hat zum Schicksalhaften ...“